# Cytisanthus
Cytisanthus là một chi thực vật có hoa trong họ Đậu.